# Château de Tennessus
Le château de Tennessus ou château de Thenessue est un château français implanté en bordure de la route départementale 127, à l'extrême sud-est de la commune d'Amailloux dans le département des Deux-Sèvres, en région Nouvelle-Aquitaine.

## Historique
Le château de Tennessus a été construit aux XIVe et XVe siècles, et sa tour est déjà mentionnée en 1404.
À la Révolution, ses propriétaires émigrent en 1792 et en 1793. Un arrêté du Directoire des Deux-Sèvres condamne le château de Tennessus à la démolition, mais la sentence ne sera pas exécutée. 
La restauration du château commence en 1985 lorsque l'artiste-sculpteur bordelais Dominique Piéchaud rachète le château. Il est inscrit aux monuments historiques le 7 janvier 1943, puis les sols des jardins et leurs murs de clôture le 28 septembre 1993 et enfin les communs le 19 septembre 2007. Le site est aujourd'hui aménagé en chambres d'hôtes.

## Architecture

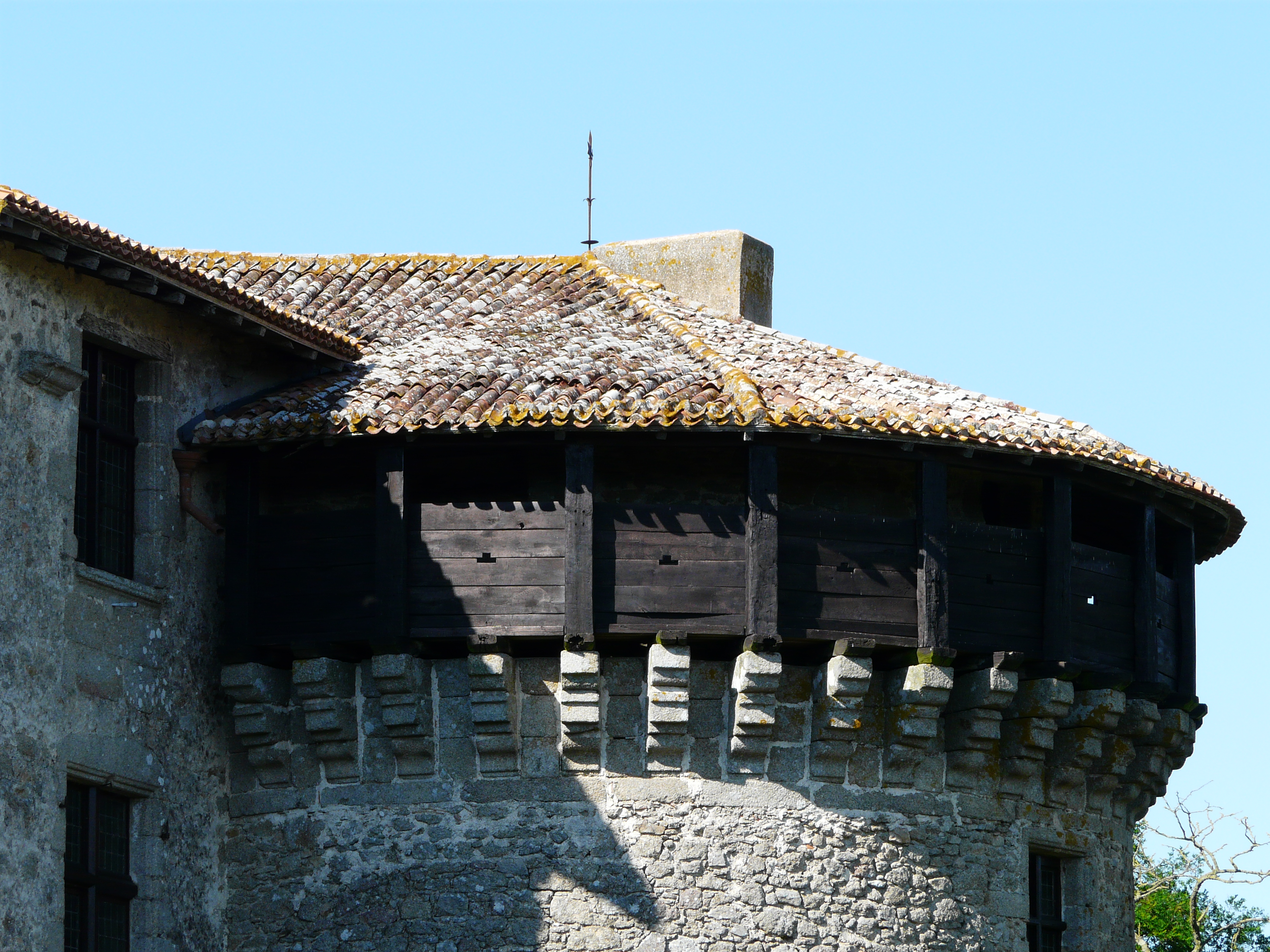
Le chemin de ronde.

Le château de Tennessus est entouré de douves et la partie ouest de l'enceinte est conservée. Elle entoure l'ensemble des bâtiments de la métairie qui enserrent une cour rectangulaire protégée par deux tours arasées. 
Le logis date du XVIIe siècle et a été modifié au XVIIIe siècle. La date de 1771 a alors été inscrite.